# Пановка (Пестречинский район)
Пановка — село в Пестречинском районе республики Татарстан, административный центр Пановского сельского поселения.
Местность села имеет резкую рельефность. Имеется школа, которая находится достаточно далеко от дороги. В селе имеется колония.

## Расстояние до ближайших населенных пунктов
- г. Казань — 48 км
- с. Ленино-Кокушкино — 16 км

## История
Село Пановка возникло в XVIII веке. Пановка входила, на тот момент, в Лаишевский уезд. Согласно вкладной книге, помещиком в Пановке был Еремеев. Он являлся самым бедным помещиком в округе. У последнего помещика Николая Еремеева было двое детей Федор и Анастасия. Вторая жена Николая Еремеева решив избавиться от наследников закрыла в бане, где дети чуть не угорели. Их спасла няня детей, забрав их в дом лесничего в марийских лесах.
В годы становления советской власти был создан волостной комитет, в который входили окружные деревни (Арский кантон). В 1930 году с образованием Пестречинского района в Пановке появился сельский совет, в который входило 5 деревень: Пановка, Новосёлок, Урывкино, Чуча, Козловка. В начале 1930-х годов в селе была открыта колония (исправительное учреждение). Первый колхоз в Пановке появился в 1930 году. Он носил название «Трудовик», «1 мая». Первым председателем колхоза был Пётр Вахнев, затем председатели присылались из РИКа.

### Церкви
В селе было 2 церкви. Одна из них (деревянная) была построена в конце XVIII века, другая (кирпичная) — в начале XIX века. (Хотя в некоторых источниках значится, что обе они были построены в начале XX века благодаря усилиям сельского старосты Булыгина). В 1936 году в село приехал представитель Союза воинствующих безбожников. При его содействии церковь была закрыта, а колокола вывезены в Арск. До настоящего времени, в той или оной степени, сохранились обе церкви, которые до 2005 года эксплуатировались в качестве складских помещений. В 2005 году, благодаря Ю. В. Федорову, началось восстановление кирпичной церкви. И вот уже 29 августа 2006 года были установлены кресты и купола, немного позже — колокола. Церковь носит имя святителя Николая Чудотворца.

## География
Село расположено на реке Сеинка (бассейн реки Мёша).

## Население
| Год  |  | Население                                       |
| ---- |  | ----------------------------------------------- |
| 1989 |  | 708 (в том числе русские — 61 %, татары — 30 %) |
| 1997 |  | 731                                             |
| 2002 |  | 1644                                            |
| 2010 |  | 1615                                            |